# Jörg Puttlitz
Jörg Puttlitz (født 25. august 1952 i Hagen, Vesttyskland) er en tysk tidligere roer og tredobbelt verdensmester.
Pullitz vandt (sammen med brødrene Guido og Volker Grabow samt Norbert Keßlau) bronze for Vesttyskland ved OL 1988 i Seoul i disciplinen firer uden styrmand. Tredjepladsen blev sikret i en finale, hvor Østtyskland vandt guld, mens USA tog sølvmedaljerne. Han var med i samme disciplin ved OL 1984 i Los Angeles, hvor vesttyskerne sluttede på fjerdepladsen.
Puttlitz vandt desuden to VM-guldmedaljer i firer uden styrmand, i henholdsvis 1983 og 1985, samt en guldmedalje i otter ved VM i 1989.

## OL-medaljer
- 1988:  Bronze i firer uden styrmand